# Ultima sentenza
Ultima sentenza (The Appeal) è un romanzo di John Grisham, pubblicato nel 2008.

## Trama
Gli avvocati Wes e Mary Grace Payton, hanno dedicato gli ultimi anni della loro vita alla causa legale intentata dalla vedova Baker, contro la Krane Chemical, ritenuta colpevole di aver avvelenato la falda acquifera di Bowmore, Mississippi, con rifiuti tossici che hanno causato nella cittadina decine di morti per cancro tra cui il marito e il figlio della signora Baker.
Il primo grado del processo si conclude con una sentenza favorevole alla vedova e con un esemplare risarcimento, ma Carl Trudeau, proprietario della Krane, sa che se quel verdetto verrà confermato la sua società dovrà subire cause e risarcimenti da numerosi cittadini di Bowmore. Trudeau ha quindi bisogno di giudici favorevoli alla Corte Suprema che presiederà al suo appello.

## Edizioni
- John Grisham, Ultima sentenza, traduzione di Nicoletta Lamberti, collana Omnibus, Arnoldo Mondadori, maggio 2008,  p. 406, ISBN 978-88-04-58091-1.